# Super Bock
Super Bock ist ein portugiesisches Bier. Es wurde 1927 erstmals gebraut und wird bis heute von der Super Bock Group hergestellt. Die beiden Biermarken Super Bock und Sagres sind die bekanntesten Biere in Portugal, mit einem Marktanteil von zusammen 89,5 %.
Super Bock wurde international mit 35 Goldmedaillen (u. a. der Monde Selection) ausgezeichnet und wird in 21 weiteren Ländern vertrieben, unter anderem in Bermuda, Kanada, Luxemburg, Mosambik, Spanien, Vereinigtes Königreich und den USA. In Angola errichtet die Unicer eine eigene Super Bock-Brauerei. Zuvor war sie bereits der größte portugiesische Exporteur nach Angola, insbesondere mit Super Bock-Bier, von dem sie 2010 bereits 120 Millionen Liter in das Land einführte.
Außerdem ist Super Bock der Hauptsponsor des Super-Bock-Super-Rock-Festivals in Lissabon und Porto.

## Produkte
- Super Bock Original (5,2 %) – Lagerbier
- Super Bock Classic (5,8 %) – Lagerbier mit höherem Alkoholgehalt
- Super Bock Abadia (6,4 %) – dunkles Weizenbier
- Super Bock Stout (5,0 %) – Stout
- Super Bock Green (4,0 %) – Pils mit Zitronengeschmack
- Super Bock Sem Álcool – alkoholfreies Lagerbier
- Super Bock Sem Álcool Preta – alkoholfreies Schwarzbier